# فیلیپ ویگل
فیلیپ ویگل (انگلیسی: Filipp Vigel؛ ۱۷۸۶ – ۱۸۵۶) نجیب زادهٔ اهل کشور روسیه با تبار سوئدی بود. وی نویسنده و دیپلمات نیز بود و در وزارت خارجهٔ روسیه خدمت می‌کرد. فیلیپ ویگل همجنسگرا بود.